# Маршрутизатор
Маршрутизàторът или рутер (на английски: router, route – маршрут, курс, път) е самостоятелно мрежово устройство, част от компютърните мрежи, което служи за управление на разпределянето на пакетите между различни мрежи или различни сегменти от дадена мрежа. Отличава се от моста по това, че може да чете адресите на мрежовите устройства и да филтрира и насочва пакетите в съответствие с таблици за маршрутизация. Маршрутизаторът работи на слой 3 от седемслойния OSI модел. Тоест маршрутизаторът работи с IP, а не с MAC адреси, по което се различава от суича и хъба. Ако връзката до някое IP е през маршрутизатор, а не през суич или хъб, то ние не научаваме неговия MAC адрес.
За определяне на пътя за предаване на данните и насочване на пакетите маршрутизаторът използва таблица за маршрутизация въз основа на информацията за топологията на мрежите, към които е свързан. Тази таблица маршрутизаторът си прави сам, като си набавя нужната информация, а при някаква промяна си я актуализира сам, „разпитвайки“ другите маршрутизатори кой докъде е свързан. Това става чрез съответните протоколи за маршрутизация. Възможна е и ръчна намеса в тази таблица, ако по някакви съображения се желае дадена връзка да преминава само по един от възможните пътища. Ако в таблицата липсва даден маршрут, започва разпитване дали някой от достъпните маршрутизатори не знае, а те разпитват по-нататък по веригата. Ако пътя се намери, таблицата се допълва и пакетът се изпраща. Ако не се намери, пакетът се отхвърля.
Именно автоматичното съставяне и актуализиране на таблицата с пътищата (маршрутна таблица) превръща IP протокола в основа на интернет.
Маршрутизаторът се използва като основен инструмент за приложението на NAT техниката.
Рутерът най-често е свързан с кабели. Друг вид рутер е безжичният рутер, който разпространява сигнала до другите устройства в мрежата чрез електромагнитно излъчване с определена честота. В този случай обаче на дневен ред излизат въпросите по сигурността, тъй като, ако е зададен свободен достъп, всеки с Wi-Fi приемник в района може да улавя сигнала му. Затова потребителят може да ограничи достъпа до безжичния рутер, като промени настройките му и въведе криптиране на информацията с парола.

## Видове
Съществуват няколко типа като маршрутизатори за интернет свързаност и за вътрешна употреба. Съществуват маршрутизатори за домашна употреба и такива за големи корпорации. При големите корпорации има набор от различни по големина маршрутизатори.
При тях също има йерархия, разделена на нива:

### Входно ниво
Маршрутизаторите от входно ниво са тези за малки фирми и домове, които са разположени на места, където не е необходимо собствено маршрутизиране.

### Разпределително ниво
Те събират трафика от многодостъпните маршрутизатори. Те отговарят за приложението на „качество на услугите“ в WAN мрежите, така че имат голяма памет, многобройни WAN интерфейси, реална интелигентност за предаване на данни. Тези маршрутизатори могат да се свържат и с група сървъри или към външни мрежи.
Когато някое предприятие се намира в една мрежа, в нея може да няма дистрибутирани нива, но да има достъп извън мрежата. В такива случаи маршрутизаторите от входно ниво се свързват чрез тези от същинското ниво.

### Същинско ниво
Маршрутизаторите от същинското ниво създават т.нар. „опорна мрежа“ за вътрешно свързване между маршрутизаторите от разпределителното ниво от много сгради в мрежата. Те могат да оптимизират тяхната широчина на честотната лента.